# Banivka, Prîmorsk
Banivka (în ucraineană Банівка) este o comună în raionul Prîmorsk, regiunea Zaporijjea, Ucraina, formată numai din satul de reședință.

## Demografie
Componența lingvistică a comunei Banivka
     Bulgară (43,79%)
     Rusă (42,31%)
     Ucraineană (13,55%)
     Alte limbi (0,09%)
Conform recensământului din 2001, nu exista o limbă vorbită de majoritatea populației, aceasta fiind compusă din vorbitori de bulgară (43,79%), rusă (42,31%) și ucraineană (13,55%).